# 狭布里錦太夫
狭布里 錦太夫（きょうのさと きんだゆう、1859年7月11日（安政6年6月12日） - 1926年6月28日）は、現在の茨城県筑西市（旧真壁郡）出身で伊勢ノ海部屋に所属した力士。本名は関 喜市（旧姓本橋）。170cm、81kg。最高位は東前頭3枚目。

## 経歴
1883年1月初土俵、1890年5月十両昇進。四股名の狭布里錦太夫とは、部屋の先輩である柏戸宗五郎 (1810年生)が若い時分に名乗っていたもの。1896年1月に入幕。翌5月にこの場所横綱に昇進した小錦を破り金星を獲得。幕内を連続17場所務め、44歳まで幕内に在位したが、1904年5月に十両に陥落。1905年1月に廃業した。

## 成績
- 幕内17場所40勝88敗23休19分預

## 改名
海老ノ海→狭布里錦太夫